# Аватанак
Аватанак (алеут. Agutanax̂, англ. Avatanak Island) — острів з групи Лисячих островів. Розташований на схід від острова Амутка. Аватанакська протока відділяє Аватанак від острова Акун на північному заході, а Аватанакська затока — затока на південно-східному узбережжі Аватанака.

## Географія
Має вулканічне походження. Острів характеризується високою сейсмічною активністю. Найвища точка 147 м над рівнем моря. Його довжина становить близько 16 км. Площа - близько 30 км².
Клімат на острові холодний морський, з частими туманами і опадами. Прибережні скелі острова є місцем існування для морських птахів. Природні умови типові для тундрової зони.

## Історія
В 1867 році був проданий США разом з Аляскою.